# اکتاویان کوتسکو
اُکتاویان کوتسکو (رومانیایی: Octavian Cotescu؛ ‏ ۱۴ فوریهٔ ۱۹۳۱ – ۲۲ اوت ۱۹۸۵) بازیگر اهل رومانی بود.
از فیلم‌ها یا برنامه‌های تلویزیونی که وی در آن نقش داشته‌است، می‌توان به راز باخوس، پاکالا، نفرین زمین، نفرین عشق و آنگاه همگی را به مرگ محکوم کردم اشاره کرد.